# Looping (Achterbahn)

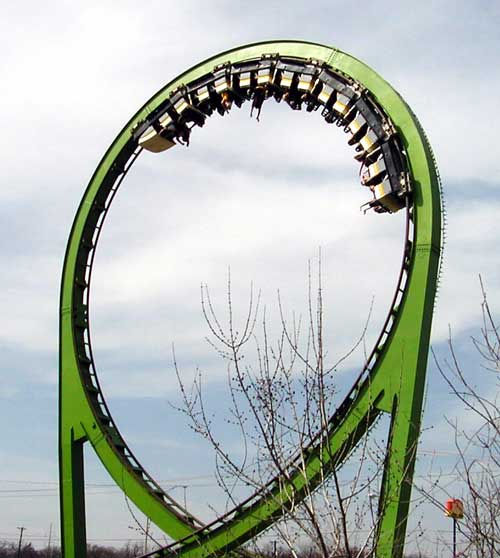
Looping auf Shock Wave in Six Flags Over Texas

Ein Vertikallooping, auch Schleife oder einfach nur Looping, bei dem ein Streckenabschnitt die Fahrer vertikal in einer 360-Grad-Kurve um eine horizontale Achse dreht, ist die grundlegende Inversion einer Achterbahn. Am oberen Ende der Schleife stehen die Fahrer vollständig auf dem Kopf.

## Geschichte

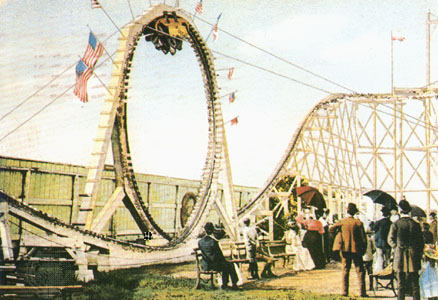
Flip Flap Railway auf Coney Island

Die Ursprünge des Loopings lassen sich bis in die 1850er Jahre zurückverfolgen, als in Frankreich und Großbritannien die Centrifugal Railway gebaut wurde. Die Fahrten beruhten auf der Zentripetalkraft, die die Wagen in der Schleife hielt. Eine frühe Looping-Achterbahn wurde nach einem Unfall stillgelegt. Spätere Versuche, eine Looping-Achterbahn zu bauen, wurden im späten 19. Jahrhundert mit der Flip Flap Railway im Sea Lion Park durchgeführt. Die Fahrt wurde mit einer vollständig kreisförmigen Schleife entworfen (anstelle der Tropfenform vieler moderner Looping-Achterbahnen) und verursachte Nackenverletzungen aufgrund der starken G-Kräfte, die mit dem engen Radius der Schleife entstanden.

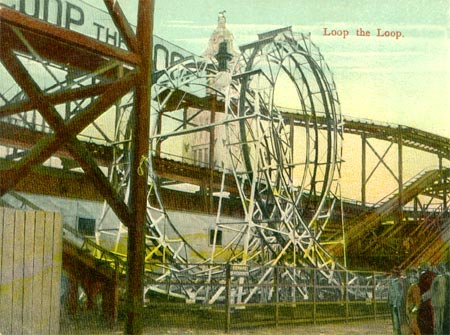
Loop the Loop auf Coney Island

Der nächste Versuch, eine Looping-Achterbahn zu bauen, war 1901, als Edwin Prescott den Loop the Loop auf Coney Island baute. Diese Fahrt verwendete die moderne tropfenförmige Schleife und eine Stahlkonstruktion, aber es wollten mehr Leute die Attraktion sehen als fahren. Loopings wurden bis zum Design von The New Revolution in Six Flags Magic Mountain, das 1976 eröffnet wurde, nicht erneut versucht. Der Erfolg hing weitgehend von seiner Klothoiden-basierten (anstatt kreisförmigen) Schleife ab. Die Schleife setzte sich durch und viele Parks bauten sie ebenfalls in ihre Achterbahnen ein.
Im Jahr 2000 wurde die erste moderne Looping-Holzachterbahn gebaut, Son of Beast in Kings Island. Obwohl das Fahrgeschäft selbst aus Holz bestand, wurde die Schleife von einer Stahlkonstruktion getragen. Aufgrund von Wartungsproblemen wurde die Schleife jedoch zum Ende der Saison 2006 entfernt. Die Schleife war nicht die Ursache für die Probleme der Fahrt, wurde aber vorsorglich entfernt. Es ist die einzige erfolgreiche Installation eines Loopings auf einer Holzachterbahn. Aufgrund eines unabhängigen Problems im Jahr 2009 wurde Son of Beast bis 2012 geschlossen, als Kings Island ankündigte, dass die Bahn demontiert würde.
Am 22. Juni 2013 stellte Six Flags Magic Mountain Full Throttle vor, einen Launched Coaster mit einem 49 m hohen Looping, der zum Zeitpunkt seiner Eröffnung der höchste der Welt war. Der größte Looping befindet sich mit 52 m Höhe derzeit auf Flash, einer Achterbahn von Mack Rides in Lewa Adventure in Shaanxi, China. Den Rekord teilt sich Flash mit dem 2018 gebauten Hyper Coaster im türkischen Themenpark The Land of Legends, der zu Flash baugleich ist.
Eine weitere Besonderheit ist der „Looping Launch“ der Achterbahn Voltron Nevera von Mack Rides im Europa-Park. Es handelt sich bei dieser Bahn um einen Launched Coaster, der seinen ersten LSM-Beschleunigungsabschnitt innerhalb einer Loopingkonstruktion hat. Im Gegensatz zu gewöhnlichen Loopings, bei denen die Züge im aufsteigenden Teil an Geschwindigkeit verlieren und erst nach dem höchsten Punkt wieder schneller werden, beschleunigen die Züge beim Looping Launch während der gesamten Durchfahrt und verlassen den Looping erheblich schneller als bei der Einfahrt.

### Loopings außerhalb klassischer Achterbahnen
2002 begann Klarer Freizeitanlagen AG mit der Arbeit an einer sicheren Konstruktion für eine Looping-Wasserrutsche. Seitdem sind in vielen Parks mehrere Installationen der Rutsche mit dem Namen Loopingrutsche erschienen und von Unternehmen wie Polin, Klarer, Aquarena und WhiteWater West gebaut worden. Diese Fahrt hat keine vertikale, sondern eine geneigte Schleife (eine vertikale Schleife, die in einem Winkel geneigt ist), die weniger Kraft auf den Gast ausübt. Da er sich zu keinem Zeitpunkt in einer Überkopfposition befindet, handelt es sich nicht um eine Inversion. Loopingrutschen verfügen in der Regel über eine Sicherheitsklappe, die vom Gast geöffnet werden kann, falls er den höchsten Punkt des Loopings nicht erreicht.

## Physikalischer Hintergrund

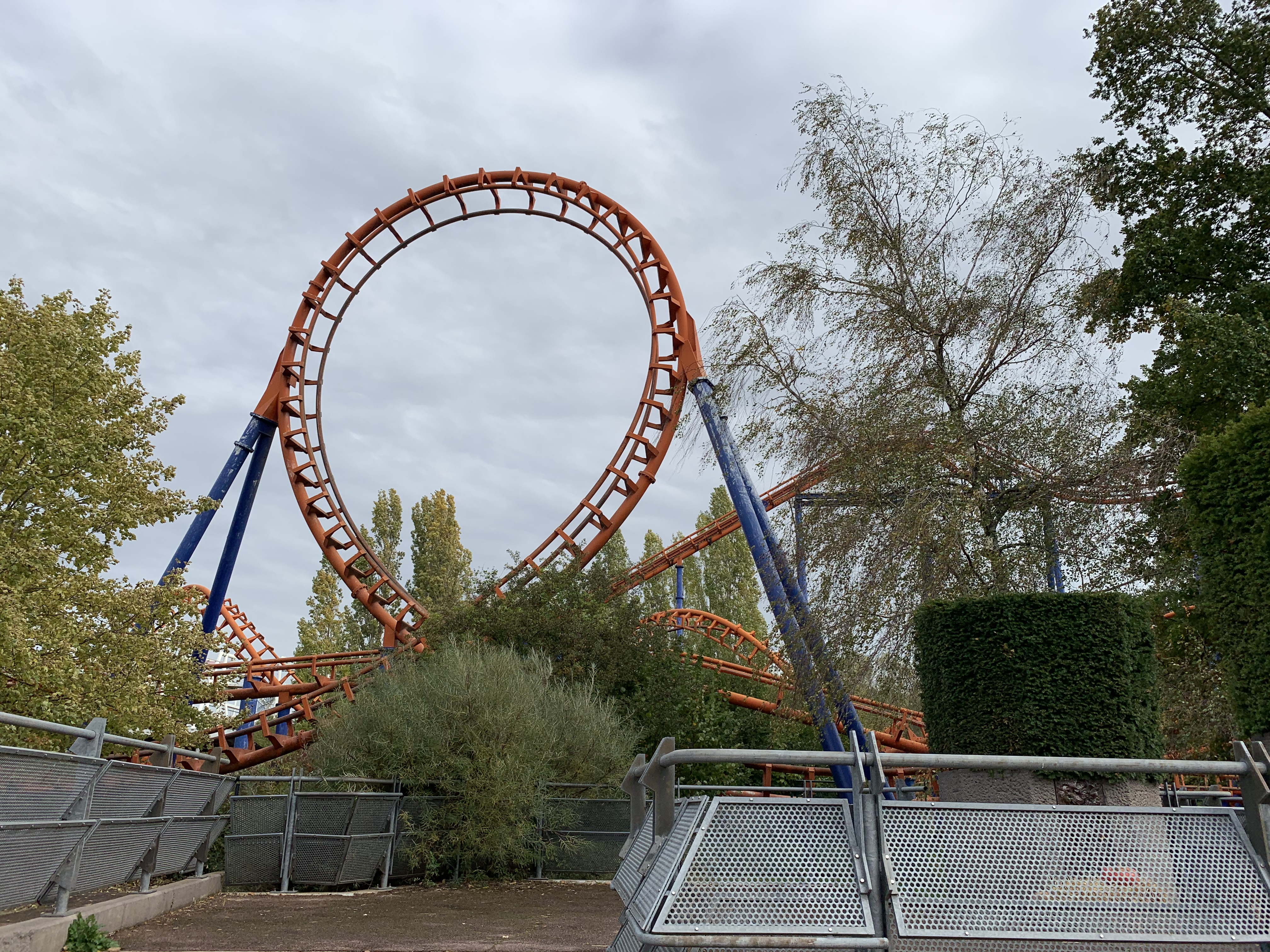
Loopings sind nicht zwangsläufig kreisförmig

Die meisten Achterbahnschleifen sind nicht kreisförmig. Eine häufig verwendete Form ist die Klothoidenschleife, die einem umgekehrten Tropfen ähnelt und dafür sorgt, dass die auf den Fahrer wirkenden Kräfte nicht so stark sind wie bei einem kreisförmigen Looping. Diese Form wurde erstmals 1976 bei The New Revolution in Six Flags Magic Mountain von Werner Stengel verwendet.
Auf dem Weg nach oben, vom unteren bis zum oberen Ende der Schleife, ist die Schwerkraft entgegen der Fahrtrichtung des Zuges gerichtet und verlangsamt ihn damit. Am höchsten Punkt der Schleife ist der Zug am langsamsten, da die zuvor in kinetischer Form vorhandene Energie größtenteils in potentielle umgewandelt wurde. Oben angekommen, hilft die Schwerkraft, den Zug um die Kurve nach unten zu ziehen. Bei konstanter Krümmung der Schleife wird der Fahrer unten am stärksten belastet. Ändert sich die Krümmung des Gleises schlagartig, etwa von der Ebene in eine Kreisschleife, wird fast augenblicklich die größte Kraft ausgeübt (siehe Ruck). Allmähliche Änderungen der Krümmung, wie bei der Klothoide, reduzieren das Kraftmaximum (ermöglichen mehr Geschwindigkeit) und geben dem Fahrer Zeit, die sich ändernde Kraft sicher zu bewältigen (Trägheit).
Achterbahnen von Schwarzkopf haben oft fast kreisförmige Schleifen (im Fall von Thriller sogar ohne Krümmungsreduzierung zwischen zwei fast perfekt kreisförmigen Schleifen), was zu kraftbelasteten Fahrten führt und eine Art Markenzeichen für das Unternehmen ist.
Es kommt äußerst selten vor, dass eine Achterbahn in einem Looping zum Stillstand kommt. Die Achterbahn Psyké Underground (damals bekannt als Sirocco) in Walibi Belgium blieb einmal mehrere Stunden lang kopfüber stehen. Die Konstruktion der Züge und das Insassenrückhaltesystem (in diesem Fall ein einfacher Schoßbügel) verhinderten Verletzungen, und die Fahrer wurden mit einer Hubarbeitsbühne aus der Bahn geholt. Einen ähnlichen Vorfall gab es bei Demon in Six Flags Great America.